# 젤림칸 카지에브
젤림칸 카지에브(프랑스어: Zelimkhan Khadjiev, 러시아어: Зелимхан Хаджиев 젤림한 하지예프[*], 1994년 5월 20일~)는 러시아 출신 프랑스의 레슬링 선수이다. 2016년 하계 올림픽에 참가하였고, 2019년 세계 선수권 대회에서 동메달을 획득하였다.